# Kugelstoßpendel

Ein Kugelstoßpendel veranschaulicht den elastischen Stoß

Ein Kugelstoßpendel, auch Kugelpendel, Newtonpendel oder Newton-Wiege genannt, besteht aus einer geraden Reihe von identischen elastischen Kugeln (meist aus Metall), jede an zwei gleichen Fäden (bifilar) so aufgehängt, dass sie von ihren Nachbarkugeln gerade berührt wird und nur in Richtung zu ihren Nachbarkugeln schwingen kann. Alle Kugeln bilden Pendel gleicher Masse und Pendellänge und vorgegebenem Bewegungspfad.
Wenn eine äußere Kugel mit gestreckten Fäden ausgelenkt wird und gegen die Reihe der anderen Kugeln zurückfällt, bewirkt der Anprall, dass nur eine einzige Kugel am gegenüberliegenden Ende der Reihe abgestoßen wird, während alle Kugeln dazwischen und auch die, die den  Stoß ausgeführt hat, in Ruhe zurückbleiben. Auf diese ruhende Kugelreihe prallt die abgestoßene Kugel beim Zurückpendeln, wodurch auf der anderen Seite wieder nur die äußerste Kugel abgestoßen wird. Der Vorgang wiederholt sich, das ganze System schwingt, bis es durch Reibungs- und Dämpfungsverluste allmählich in ein gemeinsames Schwingen aller Kugeln übergeht.
Bemerkenswert ist auch das Verhalten, wenn man anfangs mehrere Kugeln gemeinsam auslenkt. Wenn sie auf die Reihe der verbliebenen Kugeln prallen, werden auf der anderen Seite der Reihe immer genauso viele Kugeln abgestoßen wie aufgeprallt sind – und nicht etwa eine einzelne Kugel mit höherer Geschwindigkeit oder ähnliches, wie man auch hätte vermuten können.

## Geschichte

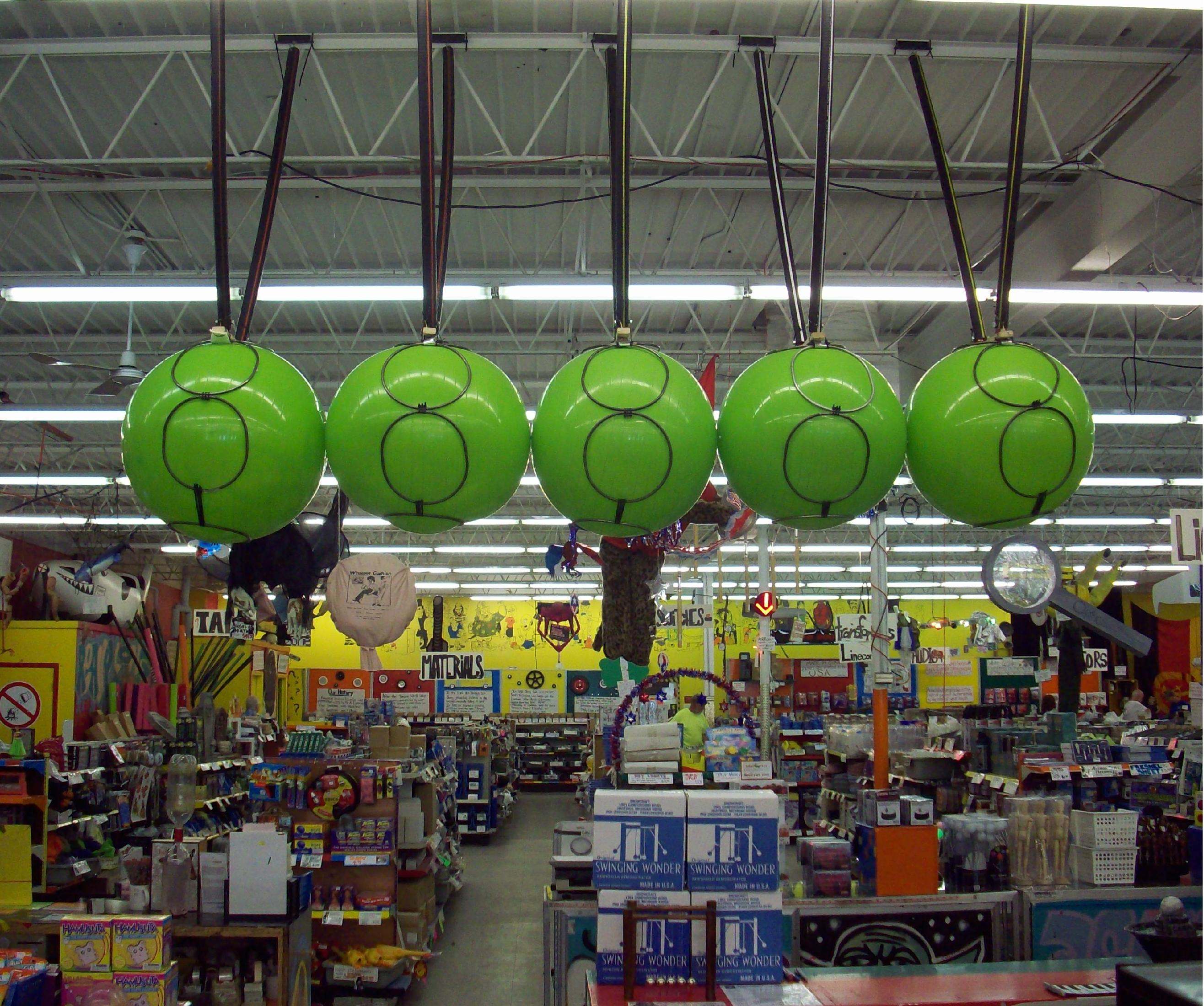
Newton-Wiege bei American Science and Surplus (2010)

Die Vorrichtung geht auf den französischen Physiker Edme Mariotte zurück, der sie erstmals 1673 in seinem Werk Traitté de la percussion ou chocq des corps veröffentlichte. Newton selbst hat Mariottes Arbeit, zusammen mit der von Wren, Wallis und Huygens, in seinen Prinicipia erwähnt. Versuche mit Pendelkörpern waren zu der Zeit auch von anderen gemacht worden – das Werk De Motu Corporum ex Percussione von Christiaan Huygens wurde allerdings erst 1703 nach dessen Tod veröffentlicht. Darin bezieht er den Effekt schon auf das Erste Newtonsche Gesetz.
Das dekorative Spielzeug verbreitete sich ab den 1960er Jahren. Der Name Newton-Wiege (Newton's cradle) soll dabei auf Marius J. Morin zurückgehen, verbreiteter ist jedoch das Holzspielzeug von Simon Prebble, der es ab 1967 über seine Firma Scientific Demonstrations Ltd vertrieb.
Zu den praktischen Experimenten gehört eine Arbeit der TV-Serie MythBusters, die in einer Folge von 2011 eine funktionierende Newton-Wiege mit fünf 15 kg Stahlkugeln mit 15 cm Durchmesser herstellten. Bei einer Kompositkonstruktion mit einer Stahlplatte von 28 Zoll Durchmesser und 3 Zoll Dicke (etwa 71 cm Durchmesser und 8 cm Dicke) und zusätzlicher Betonbeschwerung wurde jedoch zu viel Energie in Gerüst, Kabeln und dem Material selbst absorbiert, das sich bei den Stößen deformierte.

## Physikalische Erklärung
| vor dem Stoß |  | nach dem Stoß |
| ------------ |  | ------------- |

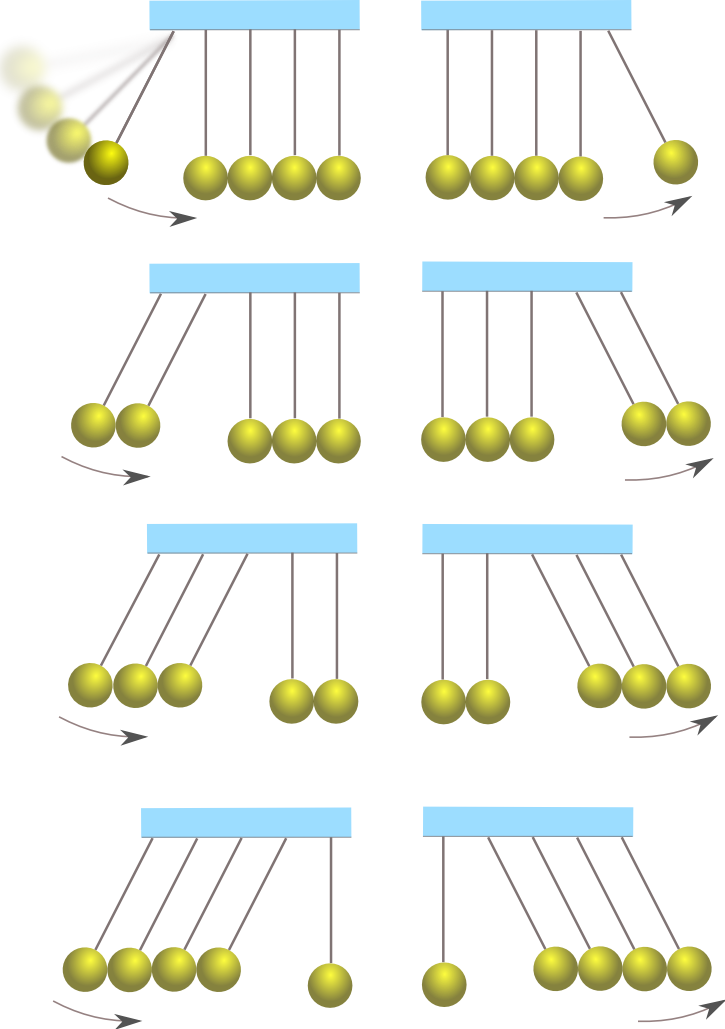
Varianten mit fünf Kugeln

Oft wird vermutet, dass eine Erklärung des Verhaltens vollständig mittels Impuls- und Energieerhaltungssatz möglich sei. Jedoch bieten beide Sätze im Falle von 5 Kugeln gleicher Masse ({\displaystyle m}) – davon eine zum Anstoß mit Geschwindigkeit ({\displaystyle v_{1}}) benutzt und vier Kugeln anfänglich ruhend – lediglich zwei Gleichungen mit 5 Unbekannten ({\displaystyle v_{1}',v_{2}',v_{3}',v_{4}',v_{5}'}):
{\displaystyle mv_{1}=mv_{1}'+mv_{2}'+mv_{3}'+mv_{4}'+mv_{5}'}
{\displaystyle {\frac {m}{2}}v_{1}^{2}={\frac {m}{2}}v_{1}'^{2}+{\frac {m}{2}}v_{2}'^{2}+{\frac {m}{2}}v_{3}'^{2}+{\frac {m}{2}}v_{4}'^{2}+{\frac {m}{2}}v_{5}'^{2}}
Mit den Geschwindigkeiten {\displaystyle v,v'} vor bzw. nach dem Stoß der jeweiligen Kugeln. So wäre nach diesen Gleichungen auch eine Lösung im Einklang mit den Erhaltungssätzen möglich in der nach den Stößen zwei Kugeln abheben und die erste Kugel zurückprallt. Dieses Bewegungsmuster tritt tatsächlich auch auf. Nämlich dann, wenn die Kugeln vier und fünf miteinander verklebt werden (zusätzliche Bedingung {\displaystyle v_{4}'=v_{5}'}).
Bezieht man jedoch die zeitliche Abfolge in die Betrachtung ein, kann man zusätzliche Annahmen treffen: Die im nebenstehenden Bild am weitesten links liegende, ruhende Kugel nimmt den Impuls der aufprallenden Kugel auf und gibt ihn an die rechts daneben liegende Kugel ab, und die dann an die rechts daneben und so weiter. Dabei handelt es sich um eine schnelle Abfolge elastischer Stöße zwischen jeweils nur zwei Kugeln gleicher Masse. Die am weitesten rechts liegende Kugel kann allerdings keinen Impuls mehr weitergeben und wird abgestoßen. Werden zwei Kugeln für den Anstoß benutzt, pflanzt sich zunächst der zuerst eintreffende Impuls von Kugel zwei auf Kugel drei fort, bevor Kugel eins an Kugel zwei weitergibt, und so weiter.
Diese zeitliche Abfolge wurde 2014 durch Kristof Heck und Simon Huppertz bei „Jugend forscht“ (2. Bundessieger) und in den 90er Jahren von Albrecht Böhm im Rahmen von Vorlesungen zur Experimentalphysik an der RWTH Aachen mittels eines Piezo-Sensors zwischen den Kugeln untersucht und bestätigt.
Die einzelnen Stöße gleicher Kugeln mit Masse {\displaystyle m} geben ihren Impuls sowie ihre kinetische Energie vollständig an die jeweils nächste Kugel weiter, wie sich für dieses vereinfachte System mit nur zwei Kugeln mittels Impuls- und Energieerhalt zeigen lässt:
{\displaystyle mv_{1}=mv_{1}'+mv_{2}'} und {\displaystyle {\frac {m}{2}}v_{1}^{2}={\frac {m}{2}}v_{1}'^{2}+{\frac {m}{2}}v_{2}'^{2}}
{\displaystyle v_{1}-v_{2}'=v_{1}'} und {\displaystyle v_{1}^{2}=v_{1}'^{2}+v_{2}'^{2}}
{\displaystyle v_{1}^{2}=(v_{1}-v_{2}')^{2}+v_{2}'^{2}}
{\displaystyle 0=-2v_{1}v_{2}'+2v_{2}'^{2}}
Die Lösungen dieser quadratischen Gleichung (und eingesetzt in die zweite Zeile) sind {\displaystyle v_{1}'=v_{1}} und {\displaystyle v_{2}'=0} (zu einem Zeitpunkt vor dem Stoß) sowie {\displaystyle v_{1}'=0} und {\displaystyle v_{2}'=v_{1}}(nach dem Stoß).